# Jasione sphaerocephala
Jasione sphaerocephala är en klockväxtart som beskrevs av Brullo, Marcenò och Pietro Pavone. Jasione sphaerocephala ingår i släktet blåmunkssläktet, och familjen klockväxter. Inga underarter finns listade i Catalogue of Life.